# Francesca Bria
Francesca Bria (Roma, 11 de novembre de 1977) és experta i assessora en polítiques d'estratègia digital, tecnologia i informació. És investigadora i professora associada a l'Imperial College Business School de Londres.
Formada en ciències socials i economia de la innovació, és doctora per l'Imperial College i Màster en negoci electrònic i innovació per l'University College de Londres, Birkbeck.
Va ser cap de projecte a la fundació britànica Nesta fins al 2016, quan va començar a treballar a l'Ajuntament de Barcelona com a comissionada de Tecnologia i Innovació Digital.